# Instituto Geográfico Português
O Instituto Geográfico Português (IGP) é um organismo da administração central do Estado Português, integrado no Ministério do Ambiente, do Ordenamento do Território e do Desenvolvimento Regional, que tem como atribuição principal a execução da política de informação geográfica definida pelo Governo, nos termos da lei orgânica aprovada pelo Decreto-Lei n.º 133/2007, de 27 de Abril.
O Instituto Geográfico Português foi criado em 2002, no âmbito das políticas de modernização administrativa e consolidação das finanças públicas constantes da Resolução de Conselho de Ministros n.º 110/2001, sucedendo ao Centro Nacional de Informação Geográfica (CNIG) e ao Instituto Português da Cartografia e Cadastro (IPCC), organismos que foram então extintos.
O Governo da República Portuguesa designou o Instituto Geográfico de Portugal como Autoridade Nacional de Cartografia, cabendo-lhe o desempenho das funções de aprovação de instrumentos cartográficos e a representação de Portugal em organismos ou eventos internacionais da especialidade.